# Dodge Rampage

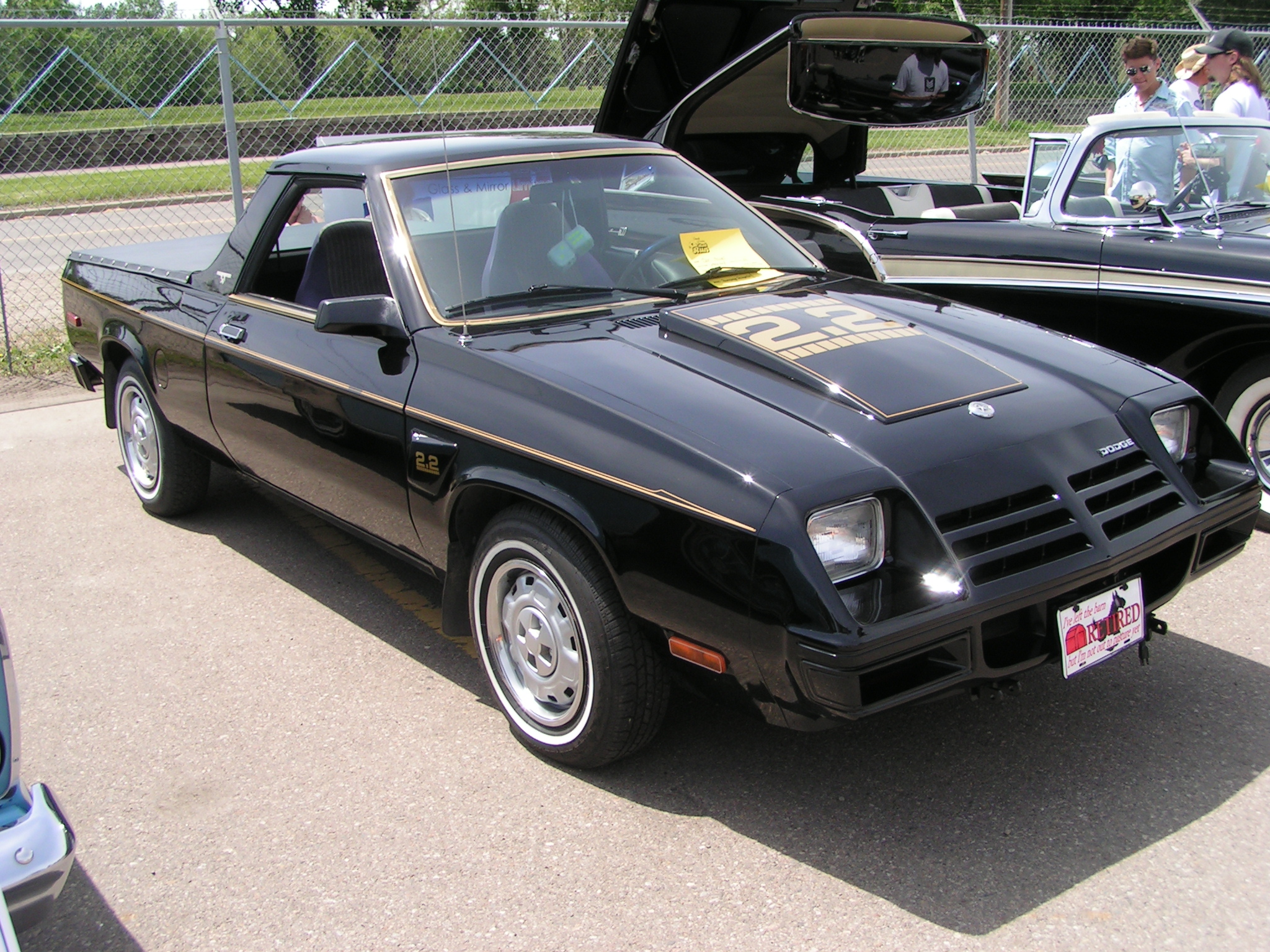
Dodge Rampage de 1983

La Dodge Rampage était un coupé utilitaire monocoque sous-compact basé sur la plate-forme L de Chrysler et fabriqué de 1982 à 1984. Lancé pour la première fois en tant que modèle de 1982, le Rampage a ensuite été rejoint en 1983 par sa variante rebadgé, le Plymouth Scamp.
Le Rampage empruntait la construction de voiture monocoque et le carénage avant de la variante sportive Dodge Omni 024 / Dodge Charger (L-body), et utilisait la suspension de l'Omni / Horizon avec des entretoises hélicoïdales et une barre stabilisatrice sans lien à l'avant, et des ressorts à lames avec amortisseurs à l'arrière.
Il était disponible avec un moteur avec quatre cylindres en ligne à carburateur de 2,2 L construit et conçu par Chrysler avec 96 ch (72 kW) et un poids à vide d'environ 2400 lb (1100 kg). Dans la première année, il avait des performances mesurés grâce à la transmission manuelle à quatre vitesses avec une transmission automatique à trois vitesses en option.
Les performances ont été améliorées avec l'introduction d'une transmission manuelle à cinq vitesses en 1983. Le pick-up avait une capacité de charge de 1 145 lb (519 kg), pour être dans la catégorie «demi-tonne». Cela se compare favorablement au poids de 1250 livres de la Chevrolet El Camino de General Motors. En plus de l'El Camino, le Volkswagen Caddy et le Subaru BRAT étaient les principaux concurrents du Rampage.
Une version rebadgée, le Plymouth Scamp, n'a été commercialisé que pour 1983. Le Rampage a duré trois ans avant d'être retiré de la production après l'année modèle 1984. Il y avait un "Rampage Shelby" construit par les ingénieurs de Chrysler / Shelby pendant leur temps libre pour Carroll Shelby, mais il n'y a aucune trace officielle de l'existence d'un tel véhicule. Cependant, un "California Shelby Rampage" spécial a été construit en 1984 et vendu uniquement chez certains concessionnaires Dodge de la Californie, qui présentaient le carénage avant de la Charger Shelby, des jantes en alliage de 15 pouces et un ensemble d'effets de sol.
Le Dodge Rampage (17 636 vendus en 1982, 8 033 en 1983 et 11 732 en 1984) n'a pas décollé comme prévu sur le marché. Les ventes totales du Plymouth Scamp étaient de 2184 modèles de base et de 1380 modèles Scamp GT.

## Concept de 2006
Dodge a ressuscité le nom Rampage au Salon de l'auto de Chicago 2006 avec un concept de pick-up à traction avant. Contrairement au Rampage original, ce concept car était aussi grand que le Dodge Ram full-size. Il était propulsé par le V8 Hemi de 5,7 L et comportait des sièges «Stow 'n Go» pris des monospaces Chrysler.